# 24e gala Québec Cinéma
Le 24e gala Québec Cinéma a lieu le 5 juin 2022 pour honorer les réalisations du cinéma québécois en 2021. La comédienne Geneviève Schmidt revient à l'animation pour une deuxième année consécutive.
Les nominations sont annoncées le 14 avril. Les Oiseaux ivres et Maria Chapdelaine sont les films les plus nommés avec 16 nominations chacun.
Comme lors de l'édition précédente et en raison de la fermeture des salles de cinéma de décembre 2021 à février 2022 après la propagation du variant Omicron, Québec Cinéma décide de modifier les règles de nomination pour le Prix du public. Cette fois, dix films sont nommés dans cette catégorie au lieu des cinq habituels : Aline, L’Ararcheuse de temps, Au revoir le bonheur, Le Guide de la famille parfaite, Maria (en), Maria Chapdelaine, Les Oiseaux ivres, Sam, La Parfaite victime et Une révision.
Le film Les Oiseaux ivres est récompensé de dix prix dont celui du meilleur film.

## Palmarès
Source : Québec Cinéma
| Meilleur film | Meilleure réalisation |
| --- | --- |
| - Les Oiseaux ivres — Ivan Grbovic - Beans — Tracey Deer - Maria Chapdelaine — Sébastien Pilote - Norbourg — Maxime Giroux - Sin La Habana — Kaveh Nabatian | - Ivan Grbovic, Les Oiseaux ivres - Kaveh Nabatian, Sin La Habana - Maxime Giroux, Norbourg - Sébastien Pilote, Maria Chapdelaine - Tracey Deer, Beans                                                              |
| Meilleur acteur | Meilleure actrice |
| - Vincent-Guillaume Otis, Norbourg - Nguyen Thanh Tri, Le meilleur pays du monde - Patrice Robitaille, Une révision - Robert Naylor, Le Bruit des moteurs - Sylvain Marcel, Aline | - Hélène Florent, Les Oiseaux ivres - Danielle Fichaud, Aline - Nour Belkhiria, Une révision - Pascale Bussières, Bootlegger - Émilie Bierre, Le Guide de la famille parfaite                                       |
| Meilleur acteur de soutien | Meilleure actrice de soutien |
| - Claude Legault, Les Oiseaux ivres - Guillaume Cyr, L'Arracheuse de temps - Martin Dubreuil, Maria Chapdelaine - Rabah Aït Ouyahia , Une révision - Émile Schneider, Maria Chapdelaine | - Hélène Florent, Maria Chapdelaine - Christine Beaulieu, Norbourg - Céline Bonnier, L'Arracheuse de temps - Joséphine Bacon, Bootlegger - Marine Johnson, Les Oiseaux ivres                                        |
| Révélation de l'année | Meilleur scénario |
| - Sara Montpetit, Maria Chapdelaine - Jorge Antonio Guerrero, Les Oiseaux ivres - Kiawentiio Tarbell, Beans - Rainbow Dickerson, Beans - Yonah Acosta Gonzales, Sin La Habana | - Ivan Grbovic et Sara Mishara, Les Oiseaux ivres - Fred Pellerin, L'Arracheuse de temps - Kaveh Nabatian, Sin La Habana - Louis Godbout et Normand Corbeil, Une révision - Tracey Deer et Meredith Vuchnich, Beans |
| Meilleur film documentaire | Meilleur court-métrage documentaire |
| | |
| Meilleur court-métrage de fiction | Meilleur court-métrage d'animation |
| | |
| Meilleur direction artistique | Meilleurs costumes |
| - Arnaud Brisebois, Jean Babin et Ève Turcotte, L'Arracheuse de temps - André-Line Beauparlant, Les Oiseaux ivres - Jean Babin, Maria Chapdelaine - Louisa Schabas, Bootlegger - Éric Barbeau, La Contemplation du mystère | - Francesca Chamberland, Maria Chapdelaine - Eric Poirier, Beans - Ginette Magny, Camille Janbon et Catherine Leterrier, Aline - Josée Castonguay, L'Arracheuse de temps - Patricia McNeil, Les Oiseaux ivres       |
| Meilleur direction de la photographie | Meilleure direction de la photographie d'un film documentaire |
| - Sara Mishara, Les Oiseaux ivres - Michel La Veaux, Maria Chapdelaine - Sara Mishara, Norbourg - Simran Dewan, Nulle trace (en) - Steve Asselin, L'Arracheuse de temps | |
| Meilleur montage | Meilleur montage d'un film documentaire |
| - Arthur Tarnowski, Les Oiseaux ivres - Aube Foglia, Maria Chapdelaine - Mathieu Bouchard-Malo, Norbourg - Sophie Farkas Bolla, Beans - Sophie Leblond, Sin La Habana | |
| Meilleure musique originale | Meilleure musique originale d'un film documentaire |
| - Philippe Brault, Les Oiseaux ivres - Jean Martin et Tanya Tagaq, Bootlegger - Philippe Brault, Maria Chapdelaine - Roger Tellier-Craig, La Contemplation du mystère - Éloi Painchaud et Fred Pellerin, L'Arracheuse de temps | |
| Meilleur son | Meilleur son film documentaire |
| - Olivier Calvert, Stephen de Oliveira et Bernard Gariépy Strobl, Les Oiseaux ivres - Gilles Corbeil, Olivier Calvert, Stéphane Bergeron et Bernard Gariépy Strobl, Maria Chapdelaine - Olivier Calvert, Yann Cleary et Luc Boudrias, L'Arracheuse de temps - Stéphane Barsalou, Guillaume Daoust, Jean-François B. Sauvé et Bernard Gariépy Strobl, Bootlegger - Sylvain Bellemare, Laurent Ouellette et Hans Laitres, Sin La Habana | |
| Meilleur coiffure | Meilleur maquillage |
| - Martin Lapointe, Maria Chapdelaine - Frédéric Bélanger, Brain Freeze - Janie Otis, L'Arracheuse de temps - Lyne Lapiana, Sandrine Masson, Silvine Picard et Rémy Pilot, Aline - Pamela Warden, Beans | |
| Meilleurs effets visuels | Meilleure distribution des rôles |
| | |
| Meilleur premier film | Prix du public |
| - Sin La Habana — Kaveh Nabatian - Beans — Tracey Deer - Bootlegger — Caroline Monnet | - Sam — Yan England - Au revoir le bonheur — Ken Scott - La Parfaite victime — Émilie Perreault et Monic Néron - Le Guide de la famille parfaite — Ricardo Trogi - Les Oiseaux ivres — Ivan Grbovic                 |
| Prix Iris-Hommage | |
| | |